# 1-я французская свободная пехотная дивизия
1-я французская свободная дивизия (фр. 1re Division Française Libre, 1re DFL) — воинское формирование Свободных французских сил, участвовавшее во Второй мировой войне на стороне антигитлеровской коалиции. Первая пехотная дивизия французской антифашистской армии.

## История
Образована после капитуляции Франции летом 1940 года в Великобритании как бригада. Боевое крещение приняла в сентябре 1940 года в Сенегальской операции, которая завершилась тяжёлым поражением войск союзников. Дальнейшие бои она вела в Габоне и в Эритрее до переброски в мае 1941 года в Тель-Авив, когда она была преобразована в дивизию. С июня по июль она участвовала в Сирийско-Ливанской операции. В августе 1941 года дивизию распустили, однако её части продолжили нести службу в подразделениях сил союзников.
Остатки бригады проявили себя особенно ярко в боях при Бир Хакейме и Эль-Аламейне (вторая битва). 
1 февраля 1943 дивизия была восстановлена как 1-я французская свободная дивизия и приняла участие в Тунисской кампании в апреле-мае 1943. Спустя несколько месяцев гарнизон дивизии разместился в Ливии, а позднее её солдаты приняли участие в высадке в Италии с апреля по июль 1944. Дивизия была оснащена вооружением и припасами из США, поставка американских грузов началась в январе 1944. В ходе войны дивизию сначала переименовали в 1-ю моторизованную, а затем в 1-ю маршевую пехотную дивизию.
В августе 1944 года дивизия высадилась на юге Франции в рамках операции «Драгун» и вошла в состав 1-й французской армии, пройдя с боями Прованс и Вогезы и дойдя до Эльзаса. В январе 1945 дивизией был занят южный округ Страсбурга после кровопролитных боёв против 19-й армии вермахта. Позднее 1-я дивизия участвовала в Кольмарской операции. В марте 1945 года дивизию сняли с позиций на Рейне и отправили на юг Франции для освобождения занятых итальянцами в 1940 году территорий и наступления на Турин, которое было прекращено 2 мая после капитуляции немецких войск в Италии.

## Состав дивизии
По состоянию на 15 августа 1944:
- 1-я бригада
  - 1-й батальон 13-й иностранной легионерской полубригады
  - 2-й батальон 13-й иностранной легионерской полубригады
  - 22-й североафриканский маршевый батальон
- 2-я бригада
  - 4-й маршевый батальон
  - 5-й маршевый батальон
  - 11-й маршевый батальон
- 4-я бригада
  - 21-й маршевый батальон
  - 24-й маршевый батальон
  - Пехотный тихоокеанский батальон
- 1-й полк морских стрелков (разведывательный батальон)
- 1-й артиллерийский полк
- 21-я зенитная группа
- 1-й инженерный батальон
- 1-й транспортный батальон
- 101-я, 102-я, 103-я транспортные роты
- 1-е отделение контроля морских перевозок
- 9-я рота штаб-квартиры
- 1-я группа обслуживания
- Отделение хирургической помощи
- 1-й медицинский батальон
- Женский медицинский морской эвакуационный отдел
- Медицинский отряд Хэдфилд-Спирс

## Потери
За годы войны 1-я французская свободная дивизия потеряла 4 тысячи убитыми. По другим источникам, было убито 3619 человек, из них 1126 африканцев.